# PSA Super Series Finals 2005/06
Die 13. PSA Super Series Finals der Herren fanden vom 8. bis 12. Mai 2006 in London, England, statt. Das Turnier gehörte zur PSA World Tour 2005/06 und war mit 70.000 US-Dollar dotiert.
Titelverteidiger war Jonathon Power, der kurz vor Turnierbeginn seine Karriere beendete. Das Endspiel gewann Anthony Ricketts gegen Lee Beachill mit 11:7, 6:11, 11:4 und 12:10. Für Ricketts war dies der erste Titel bei diesem Turnier.

## Ergebnisse

### Gruppe A

#### Tabelle
| Pos. | Spieler        | Spiele | Sätze | Punkte  |
| ---- | -------------- | ------ | ----- | ------- |
| 1    | Amr Shabana    | 3:0    | 9:3   | 128:89  |
| 2    | Thierry Lincou | 2:1    | 8:5   | 124:109 |
| 3    | Nick Matthew   | 1:2    | 4:7   | 92:110  |
| 4    | David Palmer   | 0:3    | 5:9   | 91:127  |

#### Ergebnisse
| Spieler        | Spieler        | Ergebnis                     |
| -------------- | -------------- | ---------------------------- |
| Nick Matthew   | David Palmer   | 7:11, 11:8, 11:7, 11:7       |
| Amr Shabana    | Thierry Lincou | 11:3, 11:4, 9:11, 9:11, 11:8 |
| Amr Shabana    | David Palmer   | 10:12, 11:6 12:10, 11:8      |
| Thierry Lincou | Nick Matthew   | 12:10, 11:9 10:12, 11:5      |
| Amr Shabana    | Nick Matthew   | 11:4, 11:6, 11:6             |
| Thierry Lincou | David Palmer   | 11:6, 11:2, 10:12, 11:2      |

### Gruppe B

#### Tabelle
| Pos. | Spieler          | Spiele | Sätze | Punkte  |
| ---- | ---------------- | ------ | ----- | ------- |
| 1    | Lee Beachill     | 3:0    | 9:4   | 124:99  |
| 2    | Anthony Ricketts | 2:1    | 8:5   | 120:116 |
| 3    | James Willstrop  | 1:2    | 5:8   | 102:108 |
| 4    | Peter Nicol      | 0:3    | 3:9   | 100:123 |

#### Ergebnisse
| Spieler          | Spieler          | Ergebnis                     |
| ---------------- | ---------------- | ---------------------------- |
| Lee Beachill     | Anthony Ricketts | 11:4, 7:11, 4:11, 11:5, 11:6 |
| James Willstrop  | Peter Nicol      | 11:8, 11:4, 7:11, 11:5       |
| Lee Beachill     | James Willstrop  | 11:3, 11:13, 11:4, 11:9      |
| Anthony Ricketts | Peter Nicol      | 9:11, 13:11, 14:12, 11:5     |
| Lee Beachill     | Peter Nicol      | 11:7, 3:11, 11:7, 11:8       |
| Anthony Ricketts | James Willstrop  | 11:9, 3:11, 11:7, 11:6       |

### Halbfinale
| Spieler          | Spieler        | Ergebnis         |
| ---------------- | -------------- | ---------------- |
| Anthony Ricketts | Amr Shabana    | 11:7, 11:5, 11:7 |
| Lee Beachill     | Thierry Lincou | 11:5, 11:5, 11:8 |

### Finale
| Spieler          | Spieler      | Ergebnis                |
| ---------------- | ------------ | ----------------------- |
| Anthony Ricketts | Lee Beachill | 11:7, 6:11, 11:4, 12:10 |